# مجید نامجو
مجید نامجو (زادهٔ ۱۳۴۱ کرمان) نظامی و مدیر اجرایی ایرانی است. نامجو وزیر نیرو در دولت دوم محمود احمدی‌نژاد بود.

## مدارک تحصیلی
نامجو کارشناس مهندسی عمران خود را در سال ۱۳۷۰ از دانشگاه شهید باهنر کرمان و کارشناسی ارشد مهندسی عمران در رشتهٔ سازه‌های هیدرولیکی را در سال ۱۳۷۵ از همان دانشگاه اخذ کرده است.

## سوابق و مسئولیت‌ها
- عضو سازمان نظام مهندسی ساختمان
- عضویت در سپاه پاسداران در سمت‌های نظامی
- مدیر پروژه و رئیس کارگاه طرح‌های عمرانی قرارگاه سازندگی سپاه
- فرمانده مهندسی لشکر ۴۱ ثارالله
- مدیر عامل مؤسسه سازندگی ثارالله
- معاون عمران قرارگاه قرب کربلا
- معاون عمران قرارگاه سازندگی خاتم‌الانبیاء
- عضو شورای شهر کرمان در دوره دوم
- معاون وزیر نیرو، رئیس هیئت مدیره و مدیرعامل شرکت مهندسی آب و فاضلاب کشور
- سرپرست وزارت نیرو[۹]
- رئیس هیئت مدیره انجمن علمی انرژی خورشیدی ایران[۱۰]

## وزارت
در تاریخ ۲۴ آبان ۱۳۸۸ در جلسه علنی مجلس به همراه دو تن دیگر از وزرای پیشنهادی با کسب ۲۱۰ رای از مجلس شورای اسلامی رای اعتماد گرفت.